# با باد شرق
با باد شرق (اسپانیایی: Con el viento solano‎) یک فیلم درام اسپانیایی به کارگردانی ماریو کاموس است که در سال ۱۹۶۶ منتشر شد و در جشنواره فیلم کن ۱۹۶۶ به نمایش درآمد.

## گزیدهٔ بازیگران
- آنتونیو گادس
- ماریا خوزه آلفونسو
- ایمپریو آرخنتینا
- خوزه مانوئل مارتین
- ماریا لوئیسا پونته